# إيفيكو إل إم في
إيفيكو إل إم في هي عربة مشاة مدرعة خفيفة من تطوير شركة إيفيكو الإيطالية، دخلت الخدمة في عام 2001.